# Internazionali d'Italia 2018 - Qualificazioni singolare maschile
Le qualificazioni del singolare maschile degli Internazionali d'Italia 2018 sono state un torneo di tennis preliminare per accedere alla fase finale della manifestazione. I vincitori dell'ultimo turno sono entrati di diritto nel tabellone principale. In caso di ritiro di uno o più giocatori aventi diritto a questi sono subentrati i lucky loser, ossia i giocatori che hanno perso nell'ultimo turno ma che avevano una classifica più alta rispetto agli altri partecipanti che avevano comunque perso nel turno finale.

## Teste di serie
1. Stefanos Tsitsipas (qualificato)
2. João Sousa (ultimo turno)
3. Miša Zverev (ultimo turno)
4. Frances Tiafoe (qualificato)
5. Julien Benneteau (ultimo turno)
6. Márton Fucsovics (primo turno)
7. Malek Jaziri (qualificato)

1. Nicolás Jarry (qualificato)
2. Taylor Fritz (primo turno)
3. Guillermo García López (ultimo turno)
4. Florian Mayer (primo turno)
5. Nikoloz Basilašvili (qualificato)
6. Federico Delbonis (qualificato)
7. Viktor Troicki (ultimo turno, ritirato)

## Qualificati
1. Stefanos Tsitsipas
2. Nicolás Jarry
3. Federico Delbonis
4. Frances Tiafoe

1. Nikoloz Basilašvili
2. Filippo Baldi
3. Malek Jaziri

## Tabellone qualificazioni

### Legenda
| - Q = Qualificato - WC = Wild card - LL = Lucky loser | - ALT = Alternate - SE = Special Exempt - PR = Protected Ranking | - w/o = Walkover - r = Ritirato - d = Squalificato |

### Sezione 1
|  | Primo turno | Primo turno        | Primo turno | Primo turno | Primo turno |  |  | Ultimo turno | Ultimo turno       | Ultimo turno       | Ultimo turno | Ultimo turno |  |
|  |             |                    |             |             |             |  |  |              |                    |                    |              |              |  |
|  | 1           | Stefanos Tsitsipas | 5           | 6           | 7           |  |  |              |                    |                    |              |              |  |
|  |             | Michail Kukuškin   | 7           | 3           | 65          |  |  | 1            | Stefanos Tsitsipas | Stefanos Tsitsipas | 7            | 6            |  |
|  |             | Dušan Lajović      | 7           | 3           | 6           |  |  |              | Dušan Lajović      | Dušan Lajović      | 69           | 4            |  |
|  | 11          | Florian Mayer      | 5           | 6           | 2           |  |  |              |                    |                    |              |              |  |

### Sezione 2
|  | Primo turno | Primo turno      | Primo turno      | Primo turno | Primo turno |  |  | Ultimo turno | Ultimo turno  | Ultimo turno  | Ultimo turno | Ultimo turno |  |
|  |             |                  |                  |             |             |  |  |              |               |               |              |              |  |
|  | 2           | João Sousa       | João Sousa       | 6           | 6           |  |  |              |               |               |              |              |  |
|  |             | Horacio Zeballos | Horacio Zeballos | 4           | 0           |  |  | 2            | João Sousa    | João Sousa    | 4            | 3            |  |
|  |             | Nicolás Kicker   | 7                | 5           | 67          |  |  | 8            | Nicolás Jarry | Nicolás Jarry | 6            | 6            |  |
|  | 8           | Nicolás Jarry    | 63               | 7           | 7           |  |  |              |               |               |              |              |  |

### Sezione 3
|  | Primo turno | Primo turno       | Primo turno       | Primo turno | Primo turno |  |  | Ultimo turno | Ultimo turno      | Ultimo turno | Ultimo turno | Ultimo turno |  |
|  |             |                   |                   |             |             |  |  |              |                   |              |              |              |  |
|  | 3           | Miša Zverev       | Miša Zverev       | 6           | 6           |  |  |              |                   |              |              |              |  |
|  | WC          | Andrea Pellegrino | Andrea Pellegrino | 1           | 2           |  |  | 3            | Miša Zverev       | 6            | 3            | 4            |  |
|  |             | Cameron Norrie    | Cameron Norrie    | 2           | 0           |  |  | 13           | Federico Delbonis | 3            | 6            | 6            |  |
|  | 13          | Federico Delbonis | Federico Delbonis | 6           | 6           |  |  |              |                   |              |              |              |  |

### Sezione 4
|  | Primo turno | Primo turno      | Primo turno     | Primo turno | Primo turno |  |  | Ultimo turno | Ultimo turno   | Ultimo turno   | Ultimo turno   | Ultimo turno |  |
|  |             |                  |                 |             |             |  |  |              |                |                |                |              |  |
|  | 4           | Frances Tiafoe   | 3               | 7           | 6           |  |  |              |                |                |                |              |  |
|  | WC          | Salvatore Caruso | 6               | 5           | 4           |  |  | 4            | Frances Tiafoe | Frances Tiafoe | Frances Tiafoe | w/o          |  |
|  |             | Thomas Fabbiano  | Thomas Fabbiano | 5           | 3           |  |  | 14           | Viktor Troicki | Viktor Troicki | Viktor Troicki |              |  |
|  | 14          | Viktor Troicki   | Viktor Troicki  | 7           | 6           |  |  |              |                |                |                |              |  |

### Sezione 5
|  | Primo turno | Primo turno         | Primo turno      | Primo turno | Primo turno |  |  | Ultimo turno | Ultimo turno        | Ultimo turno | Ultimo turno | Ultimo turno |  |
|  |             |                     |                  |             |             |  |  |              |                     |              |              |              |  |
|  | 5           | Julien Benneteau    | Julien Benneteau | 6           | 6           |  |  |              |                     |              |              |              |  |
|  | WC          | Liam Caruana        | Liam Caruana     | 2           | 0           |  |  | 5            | Julien Benneteau    | 6            | 5            | 4            |  |
|  |             | Marius Copil        | 4                | 6           | 2           |  |  | 12           | Nikoloz Basilašvili | 3            | 7            | 6            |  |
|  | 12          | Nikoloz Basilašvili | 6                | 3           | 6           |  |  |              |                     |              |              |              |  |

### Sezione 6
|  | Primo turno | Primo turno            | Primo turno            | Primo turno | Primo turno |  |  | Ultimo turno | Ultimo turno           | Ultimo turno | Ultimo turno | Ultimo turno |  |
|  |             |                        |                        |             |             |  |  |              |                        |              |              |              |  |
|  | 6           | Márton Fucsovics       | 64                     | 7           | 5           |  |  |              |                        |              |              |              |  |
|  | WC          | Filippo Baldi          | 7                      | 65          | 7           |  |  | WC           | Filippo Baldi          | 4            | 6            | 7            |  |
|  |             | Ruben Bemelmans        | Ruben Bemelmans        | 3           | 1           |  |  | 10           | Guillermo García López | 6            | 4            | 65           |  |
|  | 10          | Guillermo García López | Guillermo García López | 6           | 6           |  |  |              |                        |              |              |              |  |

### Sezione 7
|  | Primo turno | Primo turno     | Primo turno     | Primo turno | Primo turno |  |  | Ultimo turno | Ultimo turno   | Ultimo turno | Ultimo turno | Ultimo turno |  |
|  |             |                 |                 |             |             |  |  |              |                |              |              |              |  |
|  | 7           | Malek Jaziri    | Malek Jaziri    | 6           | 6           |  |  |              |                |              |              |              |  |
|  |             | Evgenij Donskoj | Evgenij Donskoj | 3           | 2           |  |  | 7            | Malek Jaziri   | 6            | 3            | 6            |  |
|  |             | Michail Južnyj  | 6               | 3           | 6           |  |  |              | Michail Južnyj | 4            | 6            | 3            |  |
|  | 9           | Taylor Fritz    | 4               | 6           | 4           |  |  |              |                |              |              |              |  |